# زوج مهم
في علوم الكمبيوتر، وبشكل أكثر دقة في إعادة كتابة النظرية، الزوج المهم هو زوج من المصطلحات التي تتدخل في دراسة التقاء (المحلي) لأنظمة إعادة الكتابة. هذان المصطلحان تم الحصول عليهما من المصطلح t، أحدهما بتطبيق قاعدة على t، والآخر بتطبيق قاعدة على مصطلح فرعي من t.